# Geta Burlacu

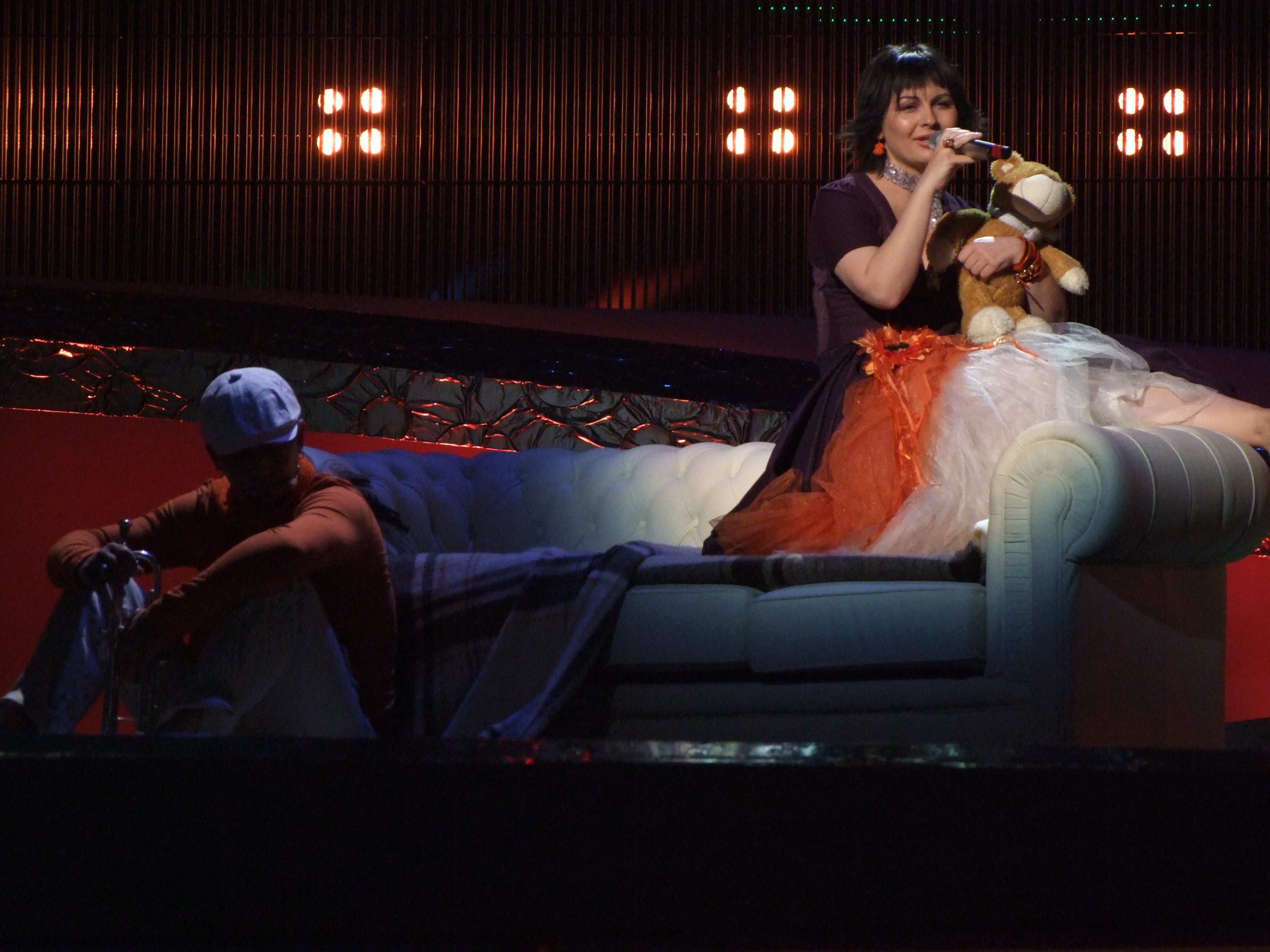
Geta Burlacu em Belgrado, em 2008.

Geta Burlacu (de nome real Georgeta Burlacu, Moldávia, 22 de julho de 1974) é uma cantora moldava famosa de jazz.
Em 2006 foi uma das finalistas da pré-seleção de seu país no Festival Eurovisão da Canção 2008. Representou a Moldávia na primeira semifinal do Festival Eurovisão da Canção 2008 com a canção Century Of Love, ficando na vigésima posição com 36 pontos, sem conseguir classificá-se para a final.